# Васильєвка (Половинський округ)
Васи́льєвка (рос. Васильевка) — село у складі Половинського округу Курганської області, Росія.
Населення — 302 особи (2010, 469 у 2002).
Національний склад станом на 2002 рік:
- росіяни — 88 %